# 融姓
融姓（「融」，中古擬音：jung）是中文姓氏之一，在《百家姓》中排第376位。在现代他是极罕见的姓氏。

## 起源
融姓是极为罕见的姓氏，据《世本》所载，融姓的祖先是祝融氏。

## 郡望
- 南康郡：晋朝时置，今江西南康、赣县一带。